# Georges Parent (Radsportler)

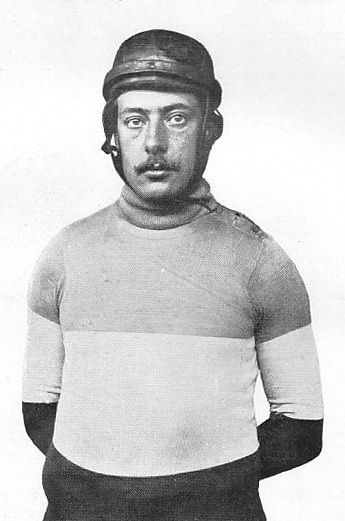
Georges Parent (1910)

Georges Parent (* 15. September 1885 in Tresserve; † 22. Oktober 1918 in Saint-Germain-en-Laye) war ein französischer Radrennfahrer.
Georges Parent lernte zunächst den Beruf eines Kaufmanns in einem Kaffeegeschäft. Seine Botengänge erledigte er auf dem Fahrrad; auf diesem Geschäftsrad nahm er auch seit 1903 an ersten Straßenrennen teil. Von 1907 bis 1914 war Georges Parent Profi-Radrennfahrer und wechselte zu den Stehern auf die Bahn. In drei aufeinanderfolgenden Jahren wurde er Steher-Weltmeister, 1909, 1910 und 1911. Von 1908 bis 1910 belegte er auch den ersten Platz bei den französischen Steher-Meisterschaften.
Parent, der als still und bescheiden beschrieben wurde, diente während des Ersten Weltkriegs in der französischen Armee, wurde mehrfach verwundet und ausgezeichnet. Nur wenige Wochen vor Ende des Krieges starb er an der Spanischen Grippe.
In den 1940er Jahren wurde in Paris ein Steher-Rennen um den „Prix Georges Parent“ ausgefahren.